# Вторая родина
«Вторая родина» (фр. Seconde patrie) — приключенческий роман французского писателя Жюля Верна из цикла «Необыкновенные путешествия». Написан в 1900 году.

## Сюжет
На необитаемый остров попадает не один Робинзон Крузо, а целая семья из шести человек. Сначала они живут здесь спокойно, много работают, превращая свой остров в райский уголок и привыкая к нему, как к своей второй родине. А потом начинаются приключения…
Спокойную жизнь колонистов на острове Новая Швейцария нарушает появление английского корвета «Ликорн». Колонисты разделяются на две группы. Пользуясь предоставленным случаем два сына главы семейства Йоханна Церматта Фриц и Франц, а также спасённая ими девушка Дженни, отправляются в Европу, а семья Церматтов и присоединившаяся к ним семья Уолстонов остаются на острове. В Европе Дженни намеревается встретиться со своим отцом, но узнаёт горькую весть о его гибели в Индии. Новую Швейцарию принимают в английское подданство, а Фриц и Дженни женятся. По возвращении назад, в Новую Швейцарию, герои романа становятся жертвой бунта на корабле. Захватившие морское судно бандиты во главе с Робертом Боруптом отправляют главных героев, а также капитана Гарри Гульда и боцмана Джона Блока, в плавание на лодке в открытом океане, тем самым обрекая на верную смерть. Судьба выносит их на необитаемый и совсем непригодный для существования остров, лишённый растительности и состоящий из скал. Однако герои демонстрируют силу духа, преодолевая все тяготы и лишения. Счастливым сюрпризом для островитян становится тот обстоятельство, что они высадились в Новой Швейцарии, только с другой стороны, самой непригодной для жизни. Команда во главе с капитаном Гарри Гульдом находит расщелину, сквозь которую они находят путь в Землю обетованную, где должны найти семьи Церматтов и Уолстонов. Тут героев романа ждёт новое испытание — на остров нападают туземцы. Две группы колонистов снова объединяются, после долгой разлуки, чтобы противостоять нашествию неприятеля. В самый критический момент на помощь колонистам приходит корвет «Ликорн», выстрелами корабельной артиллерии уничтожающий туземцев. Роман заканчивается описание благополучной жизни Новой Швейцарии и её жителей.

## Публикация
Роман написан как продолжение романа «Швейцарский Робинзон» Йохана Давида Висса. Жюлю Верну с детства очень нравился этот роман, среди всех «робинзонад» он ставил его на первое место. Создавался роман в течение девяти месяцев, в 1896—1897 годах. Отдельные правки, в частности карты к роману, продолжались вплоть до выхода произведения в свет.
Первая публикация романа — в журнале Этцеля «Magasin d’Éducation et de Récréation» с 1 января по 15 декабря 1900 года. В отдельном издании роман первоначально выпущен в двух книгах, первая — 26 июля, и вторая — 19 ноября 1900 года. Обе они были проиллюстрированы Жоржем Ру.
26 ноября 1900 года вышло большое иллюстрированное издание романа (67 иллюстраций Жоржа Ру, некоторые из них цветные); это был тридцать шестой «сдвоенный» том «Необыкновенных путешествий».
Русское издание романа появилось в 1905 году в московском издательстве Д. П. Ефимова (перевод выполнила Е. М. Гольдман).